# Молити (Боржомский муниципалитет)
Молити (груз. მოლითი) — село в Грузии, на территории Боржомского муниципалитета края (мхаре) Самцхе-Джавахети.

## География
Село находится на юге центральной части Грузии, на юго-западном берегу озера Табацкури, на расстоянии 27 километров (по прямой) к юго-востоку от города Боржоми, административного центра муниципалитета. Абсолютная высота — 2049 метров над уровнем моря.

## Население
По результатам официальной переписи населения 2014 года, в Молити проживало 215 человек (112 мужчин и 103 женщины). В национальной структуре населения армяне составляли 99,5 %, русские — 0,5 %.
| Год  | Население, человек |
| ---- | ------------------ |
| 2002 | 273                |
| 2014 | ↘ 215              |